# Gnophos farsistana
Gnophos farsistana là một loài bướm đêm trong họ Geometridae.